# Ронда Бърн
Ронда Бърн (на английски: Rhonda Byrne) е австралийска сценаристка, продуцентка и писателка на бестселъри в жанра мотивационна литература.

## Биография и творчество
Ронда Бърн е родена на 12 май 1951 г. в Мелбърн, Виктория, Австралия, в семейството на Роналд и Ирен Бърн. Започва кариерата си като радио-продуцент. Личните ѝ творчески и лидерски качества допринасят за успешните ѝ програми. После се насочва към телевизията и започва работа в „Australia's Nine Network“, където си сътрудничи с най-уважаваните режисьори – Питър Файман.
През 1994 г. Ронда е съосновател на собствена продуцентска компания – „Prime Time Productions“. Компанията е създател на топ шоута като „Най-великите реклами на планетата“ (World's Greatest Commercials), „Великите бягства“ (Great Escapes), „Случайни срещи“ (OZ Encounters) и „Готови да учат“ (Learners), получили различни награди в бранша и продуцирани и в други страни по света.
В началото на новия век, докато е в емоционална и творческа криза след развода и смъртта на родителите си, по инициатива на дъщеря си, прочита книгата „The Science of Getting Rich“ (Науката да станем богати) на Уолас Д. от 1911 г. и други негови мотивационни книги, както и произведения на Уилям Уокър Аткинсън. Подтикната от тях тя изучава произведенията на различни световни умове – велики мислители, творци, учени, иноватори, откриватели и философи, и от разностранни области на познанието – квантовата физика, метафизиката, психологията и религията. Към края на 2004 г. тя вече има изградени собствени познания за принципите, които определят и ръководят всеки аспект на живота ни, които прилага в своя живот и творческа дейност.
През 2006 г. Ронда Бърн описва своите познания и жизнен път в книгата „Тайната“ и в едноименния документален филм. В тях тя описва какво трябва да направи човек, за да приложи природните закони и да създаде щастие, любов, здраве и просперитет в живота си. Книгата става бестселър №1 в списъка на „Ню Йорк Таймс“, като са продадени над 19 милиона копия от нея, а филмът в над 2 милиона. Преведена е на над 40 езика по света.
През 2007 г. Ронда Бърн е включена в списъка на 100-те най-влиятелни хора в света според списание „Таймс“ и участва в шоуто на Опра Уинфри.
Ронда Бърн живее в луксозно предградие на Лос Анджелис.

## Произведения

### Серия „Тайната“ (The Secret)
1. The Secret (2006)
Тайната, изд.: ИК „Изток-Запад“, София (2008), прев. Любомир Кюмюрджиев
2. The Power (2010)
Силата, изд.: ИК „Изток-Запад“, София (2010), прев. Милена Попова
3. The Magic (2012)
Вълшебството, изд.: ИК „Изток-Запад“, София (2012), прев. Блага Добрева
4. Hero (2013)
Героят, изд.: ИК „Изток-Запад“, София (2014), прев. Гаяне Минасян

- The Secret Gratitude Book (2007)
- The Secret Daily Teachings (2008)
Тайната за всеки ден, изд.: ИК „Изток-Запад“, София (2009), прев. Весела Василева
- How the secret changed my life: Real People. Real Stories (2016)
Как тайната промени живота ми : истински хора, истински истории, изд.: ИК „Изток-Запад“, София (2018), прев. Зорница Стоянова-Лечева

### Филмография
изпълнителен продуцент
- 1997 Oz Encounters: UFO's in Australia – документален филм
- 2003 Sensing Murder: Easy Street – ТВ филм
- 2003 Loves Me, Loves Me Not – ТВ сериал
- 2004 Sensing Murder – ТВ сериал
- 2006 Тайната, The Secret – документален филм